# Udvarnok (település)
Udvarnok (szlovákul Dvorníky) község Szlovákiában, a Nagyszombati kerületben, a Galgóci járásban. Szolgagyőr tartozik hozzá. Korábbi névelőfordulása: Irek (Fényes Elek).

## Fekvése
Galgóctól 9 km-re, délre fekszik.

## Története
Udvarnok 1247 előtt nyitrai várbirtok volt. A tatárjárás alkalmával teljesen elpusztult. A tatárokkal szembeni sajómezei ütközetben ott volt a nyitrai zászlóalj is. Legjelesebb vitézei hullottak el. Elesett Jakab, a nyitrai püspök; sokan az udvarnoki jobbágyok sorából s a szolgagyőriek közül. Ez utóbbiakból a Hechei testvérek váltak ki: Mihály elesett, Márton pedig vitézségének jutalmául 1268-ban nemességet kapott.[forrás?]
A tatárpusztítás lezajlása után – a király adománya folytán – számos új nemzetség telepedett le a vármegye területén. Így 1247-ben az Aba nemzetségből származott Tamás comesnek Udvarnokot adta IV. Béla király. E nemzetség 1268-ban Újlak birtokában fordult elő, 1274-ben pedig V. István király adományából Tavarnok és Ursed, továbbá 1297-ben csere útján Kelecsény, Galgócz, Galantha birtokába jutott. Az 1247-es oklevél, mely a települést „Vduornuc” alakban említi, egyben a település első írásos említése is.
Az Anjouk idejében az Aba nemzetségbeli „nagy” Aba, hűtlensége miatt elvesztette Galgóc, Ujlak, Udvarnok, Divich és Saag nevü birtokait, melyeket I. Lajos király 1349-ben Kont Miklósnak adományozott.
Az okleveles említések szerint egy rév, mely a galgóczi várhoz tartozott, Udvarnokon volt. Miután azonban ezt a vámot Lajos király a Konth-féle hídra helyezte át, oly rohamos süllyedésnek indult, hogy 1363-ban már kérdés támadt az iránt, birnak-e a Vágon révvel az udvarnokiak? Az esztergomi káptalan vizsgálatot indított a király utasítására és megállapította, hogy ez a rév csakugyan az udvarnokiaké, s azon ők szabadon kelhetnek át, s ez a rév előbb volt fő- vagy közrév, mint a semptei. Mivel a semptei révet IV. Béla állította fel 1251 körül, kétségtelennek látszik, hogy az 1294. évi galgócföldi vám azonos volt az udvarnoki vámmal és révvel.
V. László 1453-ban Galgócot összes tartozékaival – Ó-Galgócz, Szent-Péterfalva, Udvarnok, Kis-Ujlak, Bajoncz, Zöldvár, Dicsi, Kelecsény, Cheneth, Jalsva, Diós, Lehotka, Pásztó és Medenczhely – egyetemben Ujlaki Miklósnak, néhai László bán fiának adományozta.
Az 1533-i dicalis összeirás szerint a nyitrai püspök birtokaihoz tartozott: Radosna, Alsó- és Felső-Vesztenicz, Racsic, Udvarnok, Szucsán, Szkacsán és Apáthi Livina mellett.
A Rákóczi-szabadságharc egyik eseménye a hagyomány szerint itt történt: „Ocskay, volt kuruc kapitány Pálffy kezére adta seregét. Bercsényi nehány száz válogatott lovassal a vakmerő Beleznayt küldte utána, ki azután Udvarnok táján a Trencsén felől nagymennyiségű prédált drága portékákkal menekülő Ocskaynéra és Ocskayra akadt s vitézül rajtuk ütvén, a prédát elvette.”
Későbbi földesura a Sárváry család, majd a 18. század második fele óta az Erdődy grófi család volt.
A Nyitra megyei lutheránus lelkészség galgóczi fraternitásához tartoztak: Modrova, Hrádek, Vág-Szerdahely, Pöstyén, Drahócz, Keresztúr, Surov, Zéle, Bucsán, Galgócz, Szent-Péter, Udvarnok, Pásztó, Kuti, Melsicz, Vasárd, Attrak és Dióssi.
Fényes Elek Geográphiai szótára szerint: „Udvarnok (Irek), Nyitra vármegyei tót falu, közel a Vág vizéhez, utolsó posta Galgóctól 1 1/2 órányira. Lakja 1064 katolikus, 1 evangélikus, 26 zsidó. Van benne katolikus parókiális templom. Határa dombos; van erdeje; lakosai dohánytermesztéssel foglalatoskodnak. Földesura gr. Erdődy Józsefné”.
Az 1888-as helységnévtár szerint megkülönböztetésül Nyitraudvarnok-nak is nevezték.
A 19-20. század fordulóján 1394 római katolikus, kevés izraelita, 106 német és túlnyomóan szlovák lakost számláltak össze. Postája, táviró és vasúti állomása nem volt, az 1 és fél órára lévő Galgóc volt a központ. 1788-ban épült katolikus temploma, melynek kegyura a faluban nagyobb birtokkal rendelkező Erdődy Ferenc gróf volt, a 10 plébániával rendelkező újlaki alesperességhez tartozott. Az izraelitáknak is volt itt imaházuk, amely 1890-ben épült. A faluban szeszgyár is működött.
Ugyancsak a 19. század végén írt forrás fő közlekedéséről az alábbiakat írta: „A sempte–galgóczi törvényhatósági közút a diószeg–nyitra–kálnai állami közútból Sempte községnél ágazik ki és Udvarnok, Bajmócska községeken áthaladva csatlakozik Galgóczon a nyitra–galgóczi törvényhatósági közúthoz. Szélessége 5–6 méter, felszíne erősen hullámzatos, a Galgócz melletti somogyi szőlők felé vezető rész 10%-ig emelkedő meredékekkel. Kőalappal ellátva nincsen. Műtárgyai közül 2 boltozott, 1 kőhídfős, fafelszerkezettel és 4 egészen fából épült. Forgalma a galgóczi piaczra irányul és huszonnégy óránként 195 igavonó állat.”
A Pallas nagy lexikona szerint: „kisközség Nyitra vármegye galgóci járásában, (1891) 1394 tót lakos, postahivatallal és postatakarékpénztárral”.
Nyitra vármegye monográfiája szerint: „Udvarnok, Galgócztól délre, a Vág balpartján, 1394. r. kath. és kevés izr., túlnyomóan tót (106 német) lakossal. Postája van, táviró és vasuti állomása Galgócz. Kath. temploma 1788-ban épült. Kegyura gr. Erdődy Ferencz. Az izraelitáknak is van itt imaházuk, amely 1890-ben épült. A községtől 2 km. távolságban nyugotra, a Vág fölött emelkedő dombon, egy váracs vagy erődítés nyomai látszanak, a mely valószínűleg a török hódoltság idejéből származik. A faluban szeszgyár is van. 1247-ben nyitrai várbirtok volt. Későbbi földesura a Sárváry-család volt, a XVIII. század második fele óta pedig a gr. Erdődy-család. Jelenleg gr. Erdődy Ferencznek van itt nagyobb birtoka."
A trianoni békeszerződésig Nyitra vármegye Galgóci járásához tartozott.

## Népessége
| Év:            | 1994. | 2004.   | 2014.   | 2024.   |
| -------------- | ----- | ------- | ------- | ------- |
| Emberek száma: | 1914  | 2017    | 2058    | 1953    |
| Eltérés:       |       | +5,38 % | +2,03 % | -5,10 % |

| Év:            | 2023. | 2024.   |
| -------------- | ----- | ------- |
| Emberek száma: | 1986  | 1953    |
| Eltérés:       |       | -1,66 % |

1910-ben 1737, túlnyomórészt szlovák lakosa volt.
2001-ben 1973 lakosából 1926 szlovák volt.
2011-ben 2090 lakosából 1976 szlovák.
| Udvarnok (település) lakosságának nemzetiségi megoszlása | Udvarnok (település) lakosságának nemzetiségi megoszlása | Udvarnok (település) lakosságának nemzetiségi megoszlása |
| -------------------------------------------------------- | -------------------------------------------------------- | -------------------------------------------------------- |
| szlovák                                                  |                                                          | 1926 fő (98%)                                            |
| magyar                                                   |                                                          | 7 fő (0%)                                                |
| roma                                                     |                                                          | 11 fő (1%)                                               |
| cseh                                                     |                                                          | 12 fő (1%)                                               |
| morva                                                    |                                                          | 1 fő (0%)                                                |
| ukrán                                                    |                                                          | 1 fő (0%)                                                |
| német                                                    |                                                          | 1 fő (0%)                                                |
| lengyel                                                  |                                                          | 2 fő (0%)                                                |
| orosz                                                    |                                                          | 1 fő (0%)                                                |
| nem kiderített                                           |                                                          | 11 fő (1%)                                               |
| * 2001. évi népszámlálási adatok                         |                                                          |                                                          |

| A lakosság megoszlása életkor szerint | A lakosság megoszlása életkor szerint | A lakosság megoszlása életkor szerint |
| ------------------------------------- | ------------------------------------- | ------------------------------------- |
| 0-14 éves korú                        |                                       | 371 fő (19%)                          |
| 15-59 éves korú férfi                 |                                       | 641 fő (32%)                          |
| 15-59 éves korú nő                    |                                       | 547 fő (28%)                          |
| 60 évesnél idősebb férfi              |                                       | 120 fő (6%)                           |
| 60 évesnél idősebb nő                 |                                       | 280 fő (14%)                          |

## Neves személyek
- Itt született 1890-ben Bárczi Gusztáv magyar orvos, gyógypedagógus.
- Szolgagyőrött hunyt el 1862-ben Hunkár Antal Veszprém vármegye főispánja, reformpolitikus, táblabíró, földbirtokos.
- Itt szolgált Fiala Antal (1752 körül – 1834) katolikus pap.

## Nevezetességei
- A Szent Kereszt Felmagasztalása tiszteletére szentelt, római katolikus temploma 1788-ban épült barokk-klasszicista stílusban, a korábbi templom helyén, melyet 1559-ben említenek.
- Szent Vendel szobra a 19. században készült.
- A Szentháromság szoborcsoport 18. századi.
- A szolgagyőri településrészen álló harangláb az 1870-es években készült.

## Vár nyomai (Szolgagyőr)
A 20. század elején még látszottak egy közeli vár nyomai. A falutól mintegy negyedórányira, a Vágtól pedig 190 méter távolságra, egy körülbelül 57 méter magas dombon ma is várromok láthatók. Sajnos már 1882-ben is csak igen kevés volt meg e romokból. Ma nyomuk is alig van.
Ez a rom a történészek kutatása szerint az úgynevezett Szolgagyőri Várispánságnak a központja lehetett. Stratégiai fontosságú volt, s ezért a közeli Galgóc és Bánya várak mellett ezt az inkább földvár jelleggel bíró Szolgagyőrt is fenntartották (sőt azt a honfoglalás utáni időben – tehát amikor már Galgóc régen létezett – építették fel). Ugyanis az udvarnoki rév a legalkalmasabb volt a Vágon való átkelésre és Nagyszombat vidékéről Nyitra felé ez volt a legtermészetesebb és legkönnyebben megszállható út. Ennek a révnek őrizete volt a szolgagyőri várjobbágyok első és legfőbb feladata. Erre vall az a körülmény is, hogy Szolgagyőr alkalmazottai között tárnok-udvarnokmester is volt, amely hivatalról tudjuk, hogy az a fővámszedővel volt egyenrangú. Így 1270-ből bizonyos Péter viselte e fontos hivatalt.

## Külső hivatkozások
- Hivatalos oldal Archiválva 2008. június 19-i dátummal a Wayback Machine-ben
- Községinfó
- E-obce.sk Archiválva 2009. június 20-i dátummal a Wayback Machine-ben
- Statisztikai HIvatal adatai Archiválva 2007. november 16-i dátummal a Wayback Machine-ben